# Harriet Bland
Harriet Bland (Saint Louis, Estats Units 13 de febrer de 1915 - 6 de novembre de 1991) va ser una atleta estatunidenca, especialista en la prova de 4×100 metres relleus en què va arribar a ser campiona olímpica l'any 1936.

## Carrera esportiva
En els jocs olímpics de Berlín de 1936 va guanyar la medalla d'or en els 4x100 metres relleus amb un temps de 46.9 segons, arribant a la meta per davant del Regne Unit (que van ser plata) i Canadà (bronze), sent les seves companyes d'equip: Annette Rogers, Betty Robinson i Helen Stephens.